# Пам'ятник Лессінгу (Гамбург)
Пам'ятник Лессінгу — монумент німецькому драматургу, теоретику мистецтва й літературному критику Готгольду Ефраїму Лессінгу на площі Генземаркт в Гамбурзі за авторством берлінського скульптора Фріца Шапера. Був зведений 1881 року з нагоди 100-річчя від дня смерті драматурга.

## Опис
Пам'ятник являє собою бронзову скульптуру висотою 2,2 м на гранітному п'єдесталі висотою 2,5 м. Вага пам'ятника — близько 4,5 тонн.

## Статус
Монумент має статус пам'ятки історії, й разом з навколишніми будівлями складає історичний архітектурний ансамбль.